# Мішель Польнареф
Мішель Полнареф (нар. 3 липня 1944, Нерак, Лот і Гаронна, Франція) — французький співак і автор пісень, який був популярним у Франції з середини 1960-х до початку 1990-х років завдяки своєму оригінальному альбому «Kāma-Sūtra ». Він досі користується визнанням критиків і час від часу гастролює у Франції, Бельгії та Швейцарії.

## Біографія і кар'єра

#### Перші роки
Мішель народився в родині артистів: його мати, Сімонна Лейн (1912-1973), була бретонською танцівницею, а батько, Лейб Польнареф (1899-1988) був російським єврейським іммігрантом  з Одеси, який працював з Едіт Піаф . Він відвідував Курс Хаттемер, приватну школу.  Він навчився грати на гітарі, а після навчання, служби в армії та короткого періоду страхування почав грати на гітарі на сходах Сакре-Кер .

#### Ранні успіхи
У 1965 році Польнареф отримав у Парижі премію звукозапису на Barclay Records, але, будучи частиною контркультури, він відмовився від цієї можливості. Саме Люсьєн Морісс, тодішній директор Europe 1, змусив його підписати контракт з AZ. Його перший диск La Poupée qui fait non (1966) мав несподіваний успіх. Його новий музичний стиль і нетиповий образ Польнарефа перетнули межі. Протягом цього періоду він протягом одного тижня грав концерти в Брюсселі, розділяючи афішу з Джеффом Беком . У Франції він отримав багато хітів, таких як «La Poupée qui fait non», «Love me, please love me», «Sous quelle étoile suis-je né?» , «Ta-ta-ta-ta», « Âme câline » (Вмовляння душі), «Mes regrets», «Gloria», «Holidays» і «Tibili». Джиммі Пейдж і Джон Пол Джонс виконали хіт-сингл «Holidays».

### Переїзд в Сполучених Штатах (1973–1984)
Під час світового турне він дізнався, що Бернар Сено, його менеджер, втік зі своїми грошима, через що він залишився без грошей. Не маючи змоги сплатити свої борги та пригнічений смертю матері, він виїхав із Франції до Сполучених Штатів, де жив в анонімності. До нього приєдналася його подруга Енні Фарг, яка стала його менеджером і залишалася на цій посаді багато років.
В 1975 його пісня "Jesus for Tonight" дійшла до Американського Білборду. Також він створив саундтрек для фільму "Губна помада" (1976), який розпочав кар'єру американських моделей Марго Гемінгвей та її сестри Маріель. Проте його успіх в США не був настільки сильним як у Франції.

## Особисте життя
У співака було багато подруг, у тому числі його менеджер Енні Фарг. Вони зустрічалися понад 20 років, але ніколи не були одружені. У 2004 році він познайомився з Даніеллою, французькою журналісткою та моделлю. 28 грудня 2010 року дівчина Полнарева Даніелла народила хлопчика Лука в Лос-Анджелесі; дитину народила Полнарев. 21 лютого 2011 року Полнарефф оголосив у Facebook, що тест ДНК показав, що він не є біологічним батьком дитини. Пізніший допис показав, що його дівчина зникла з дитиною.  Вони були розлучені кілька місяців, але тепер возз’єдналися зі своїм сином Лукою. 

## У масовій культурі
Жан-П'єр Польнареф, персонаж популярної манги та аніме "Химерні пригоди Джоджо" за авторськом Хірохіко Аракі названий на честь співака.